# 지롤라모 프리울리
지롤라모 프리울리(Girolamo Priuli, 1486년 – 1567년 11월 4일)는 1559년 9월 1일부터 1567년에 뇌졸중으로 사망하기까지 제83대 베네치아 공화국의 도제로 있었던 베네치아의 귀족이다.

## 생애
지롤라모 프리울리는 전임 도제인 로렌초 프리울리의 형이다. 지롤라모의 얼굴은 틴토레토의 초상화를 통해 친숙하다. 알비세 페룰리(Alvise Peruli)와 그의 부인 키아라 리온(Chiara Lion)의 아들로 태어났다. 엘레나 디에도(Elena Diedo)와의 혼인으로 아들 한 명을 두었다.
문화인으로 알려진 그는 그의 동생에 비해서는 대수롭지 않아 보인다. 말을 더듬던 그는 대중들에게 가까스로 인기를 얻었지만, 도제로서 그가 이룬 성과인 베네치아를 장식한 그의 업적을 통해 존경을 받았고, 그의 재임 시기를 가리켜 공화국의 평화(Repubblica Serenissima)라고도 했다. 생애 초기는 상인이지만 주목할 만한 것은 아니었다. 그는 procuratore di San Marco 직을 맡기도 했다.

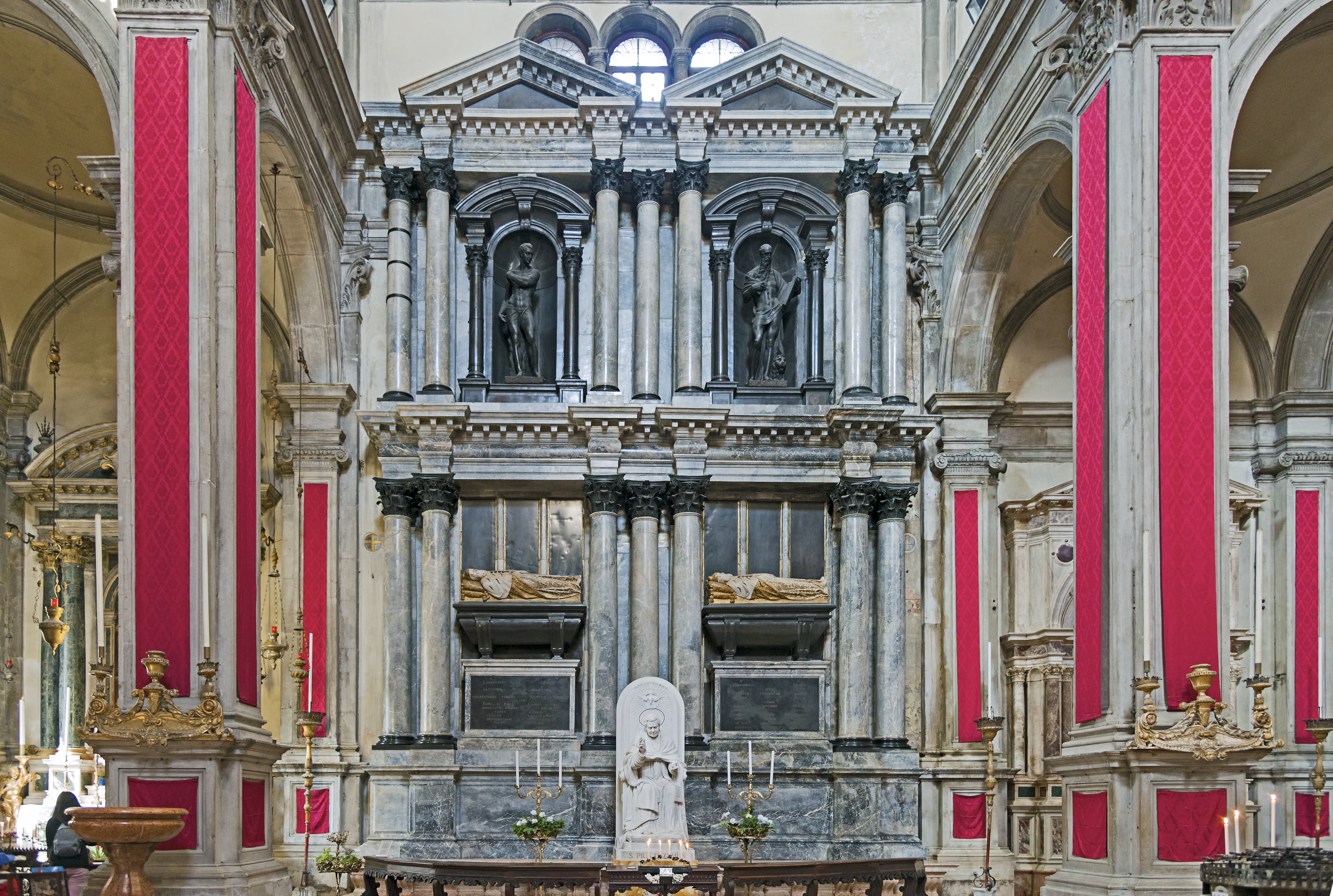
[로렌초 프리울리

와 지롤라모 프리울리의 무덤과 기념비 - 체사레 프란코(Cesare Franco) 각.]]
| 공직                 | 공직                                 | 공직                 |
| -------------------- | ------------------------------------ | -------------------- |
| 이전 로렌초 프리울리 | 베네치아 공화국의 도제 1559년–1567년 | 이후 피에트로 로레단 |